# Yamparáez
Yamparáez es una localidad y municipio de Bolivia, ubicado en la provincia Yamparáez del departamento de Chuquisaca. El municipio tiene una superficie de 613 km² y cuenta con una población de 10 111 habitantes (según el Censo INE 2012). La localidad se encuentra a 3098 m s. n. m. y a una distancia de 29 km de la ciudad de Sucre, capital del país, conectada mediante carretera asfaltada.
Los habitantes casi en su totalidad son de origen quechua, con costumbres y tradiciones muy arraigadas, puesto que aún se conserva la vestimenta tradicional de la cultura yampara.
El municipio de Yamparáez se creó el 19 de marzo de 1941.

## Geografía
El municipio tiene una topografía variada de tres pisos ecológicos, la zona semi-andina, la zona de cabecera de valle con algunos valles importantes como el de Escana y el de Sotomayor, y la zona del valle. La zona alta, donde se encuentra la capital de sección, tiene clima de altiplano, ya que está por encima de los 3000 m s. n. m. Presenta varias quebradas que proveen agua para riego, siendo su principal río el Pilcomayo.
Al norte y oeste limita con la provincia de Oropeza, al noreste y este con el municipio de Tarabuco, y al sur con el departamento de Potosí.

## Demografía
De acuerdo con el censo boliviano de 2024, la población del municipio de Yamparáez es de 8 537 habitantes.
La población del municipio disminuyó aproximadamente un tercio entre 1992 y 2024:
| Año  | Habitantes (municipio) | Fuente |
| ---- | ---------------------- | ------ |
| 1992 | 11.656                 | Censo  |
| 2001 | 10.013                 | Censo  |
| 2012 | 10.111                 | Censo  |
| 2024 | 8.537                  | Censo  |

## Economía
El municipio de Yamparáez se caracteriza por sus tres pisos ecológicos, siendo en la zona semi-andina donde se produce gran cantidad de cereales; por el cañón de Escana donde está la zona de cabecera de valle se produce fruta, como el durazno e higo. En las zonas de valle que están en las riberas del río Pilcomayo se produce la uva moscatel y hortalizas que se exportan a Potosí, Oruro y La Paz.
En Yamparáez se realiza el Festival de la Gran Pukara de la cultura yampara y a la vez una feria frutícola, artesanal y gastronómica, evento que es parte de la agenda de Carnaval y que recibe numerosos visitantes de diferentes regiones del país.